# Чайкина (деревня)
Чайкина — деревня в Каменском районе Свердловской области России, на границе с Челябинской областью. Входит в Каменский муниципальный округ.
Ранее входила в состав Окуловского сельсовета Каменского района.

## География
Деревня Чайкина расположена в 28 километрах (по автодорогам в 35 километрах) к югу от города Каменска-Уральского, на левом берегу реки Синары (правого притока Исети), в устье левого притока — реки Багаряк. По реке Багаряк в данной местности проходит граница Свердловской и Челябинской областей. В двух километрах к северо-востоку от деревни расположен путевой пост Синарский железнодорожной ветки Каменск-Уральский — Челябинск.

## История
В окрестностях деревни, на реке Синаре, были разработаны известняковые карьеры. В устье реки Багаряк располагались Синарские железные рудники, которые разрабатывались в конце XIX века.
Ранее деревня имела название Казакова. В 1916 году относилась к Пироговской волости. В 1928 году Чайкина входила в Окуловский сельсовет Каменского района Шадринского округа Уральской области.

## Население
| 1904 | 1926 | 2002 | 2010 | 2021 |
| ---- | ---- | ---- | ---- | ---- |
| 288  | ↗365 | ↘17  | →17  | ↘6   |

Структура
- По данным 1904 года, в деревне было 53 двора с населением 288 человек (мужчин — 140, женщин — 148), все русские[8].
- В 1926 году в деревне было 83 двора с населением 365 человек[3].
- По данным переписи населения 2002 года, русские составляли 70 % от общего числа жителей деревни Чайкиной[9].
- По данным переписи 2010 года, в деревне постоянно проживали 8 мужчин и 9 женщин[10].